# برهان‌الدین (بنگلادش)
برهان‌الدین (به لاتین: Borhanuddin) یک منطقهٔ مسکونی در بنگلادش است که در برهان‌الدین اپازیلا واقع شده‌است. برهان‌الدین ۲۵٫۶۶ کیلومتر مربع مساحت و ۲۶٬۰۵۳ نفر جمعیت دارد.